# 承應
承應是日本的年號之一。在慶安之後，明曆之前。指1652年到1655年的期間。這個時代的天皇是後光明天皇、後西天皇。江戶幕府的將軍是德川家綱。

## 改元
- 慶安5年9月18日（公元1652年10月20日） 改元。3代將軍德川家光薨去
- 承應4年4月13日（公元1655年5月18日） 改元為明曆

## 出典
出自《晉書·律曆志》之「夏商承運、周氏應期」。

## 承應年間要事
承應之變

## 西元對照表
| 承應 | 元年   | 2年    | 3年    | 4年    |
| ---- | ------ | ------ | ------ | ------ |
| 西曆 | 1652年 | 1653年 | 1654年 | 1655年 |
| 干支 | 壬辰   | 癸巳   | 甲午   | 乙未   |

## 相關項目
| 前一年號： 慶安 | 日本年號 | 下一年號： 明曆 |